# Tralewo (województwo pomorskie)
Tralewo – wieś w Polsce położona w województwie pomorskim, w powiecie malborskim, w gminie Nowy Staw na obszarze Wielkich Żuław Malborskich.
W latach 1975–1998 miejscowość administracyjnie należała do województwa elbląskiego.